# Mýtna
Mýtna es un municipio del distrito de Lučenec en la región de Banská Bystrica, Eslovaquia, con una población estimada a final del año 2024 de 1106 habitantes.
Se encuentra ubicado en el centro-sur de la región, en el valle del río Ipoly —un afluente izquierdo del Danubio— y cerca de la frontera con Hungría.

## Demografía
| Año        | 1994 | 2004    | 2014    | 2024    |
| ---------- | ---- | ------- | ------- | ------- |
| Población  | 1240 | 1184    | 1188    | 1106    |
| Diferencia |      | −4,51 % | +0,33 % | −6,90 % |

| Año        | 2023 | 2024    |
| ---------- | ---- | ------- |
| Población  | 1122 | 1106    |
| Diferencia |      | −1,42 % |